# Списький Гргов
Списький Гргов (словац. Spišský Hrhov) — село в Словаччині, Левоцькому окрузі Пряшівського краю. Розташоване на півночі східної Словаччини в північній частині Горнадської котловини на південних схилах Левоцьких гір.
Уперше згадується у 1243 році.
У селі є ранньоготичний римо-католицький костел з половини 13 століття, перебудований на початку 15 століття та палац з другої половини 19 століття в стилі необароко збудований на старішому фундаменті.

## Населення
| Рік:            | 1994. | 2004.    | 2014.    | 2024.    |
| --------------- | ----- | -------- | -------- | -------- |
| Кількість осіб: | 859   | 1020     | 1408     | 1910     |
| Різниця:        |       | +18,74 % | +38,03 % | +35,65 % |

| Рік:            | 2023. | 2024.   |
| --------------- | ----- | ------- |
| Кількість осіб: | 1902  | 1910    |
| Різниця:        |       | +0,42 % |

У селі проживає 1335 осіб.
Національний склад населення (за даними останнього перепису населення — 2001 року):
- словаки — 94,81 %,
- цигани — 4,57 %,
- чехи — 0,31 %,
- німці — 0,10 %.

Склад населення за приналежністю до релігії станом на 2001 рік:
- римо-католики — 96,16 %,
- греко-католики — 1,35 %,
- протестанти — 0,31 %,
- православні — 0,10 %,
- не вважають себе вірянами або не належать до жодної вищезгаданої конфесії — 2,08 %

## Географія
Протікає річка Лодина.